# 한빛고등학교 (경기)
한빛고등학교(한빛高等學校)는 대한민국 경기도 파주시 야당동에 있는 공립 고등학교이다.

## 학교 연혁
- 2012년 12월 28일 : 한빛고등학교 학급 설립 인가(36학급)
- 2013년 4월 17일 : 교사 착공
- 2014년 1월 19일 : 한빛고등학교 교명 확정
- 2014년 3월 1일 : 초대 김성규 교장 취임
- 2014년 3월 3일 : 제1회 입학식(12학급 393명)
- 2017년 2월 2일 : 제1회 졸업식(12학급 411명)
- 2023년 9월 1일 : 제3대 원재필 교장 취임
- 2023년 12월 29일 : 제8회 졸업식(12학급 358명)
- 2024년 3월 4일 : 제11회 입학식(12학급 412명)

## 참고 자료
- 한빛고등학교 - 한국교육학술정보원 학교알리미